# Fusão e dissolução dos municípios no Japão
Fusão e dissolução dos municípios no Japão (市町村合併, Shi Chō Son Gappei) pode ocorrer dentro de um município ou entre vários municípios e deve basear-se em consenso.

## Fusão política
O objetivo declarado do governo é reduzir o número total de municipalidades japonesas até 1000. O governo não fornece um calendário distinto.
Japão tinha 1822 municípios no início de 2007, consideravelmente menos do que em 2190 em 1º de Abril de 2005 e uma diminuição de 40% do número em 1999. Os 1822 municípios incluem 198 aldeias, 777 cidades e 847 vilas.
A lei de promoção da fusão de município foi revista para aliviar o fardo do endividado do governos locais e para criar maiores municípios de forma mais poder administrativo poderá ser transferido para o nível local. A lei aprovada no prazo de 31 de Março de 2006.

## Razões para fundir
Os municípios japoneses exigem trabalhadores qualificados, e muitos municípios Japão continham menos de 200 habitantes. Além disso, 40% do PIB do Japão consistiam dívidas de governos locais. Por esses motivos, a partir de Janeiro de 2006, o Japão funde os governos locais para expandir área residencial per governo municipal, criar limites de diferentes freqüências escolares para escola e estudantes da escola primária e que permita uma difusão mais ampla utilização de equipamentos públicos.

## Contexto sócio-político
A maioria dos municípios rurais do Japão em grande parte dependem subsídios por parte do Governo central. Elas são muitas vezes criticadas por gastar dinheiro para o desperdício empresas públicas para manter empregos. O governo central, que é, em si mesmo correndo o déficis orçamental, tem uma política de incentivo às fusões tornar mais eficiente o sistema municipal.
Embora o governo pretende respeitar auto-determinação dos municípios, há quem considere a política a ser obrigatória. Como resultado de fusões, algumas cidades, como Daisen (Akita) temporalmente têm grande assembléia na cidade.
Algumas pessoas vêem isso como uma forma de federalismo, que consideram que o objetivo final é a mudança Japão consistindo numa união de estados mais autônoma. Até agora, as fusões são limitados aos municípios. Fusões de prefeituras estão igualmente previstas em algumas regiões do Japão.

## Últimas fusões
Tem havido três vagas de fusão entre a atividade japonesa dos municípios, sendo a maior em 2005. Este recente pico é por vezes referido como "a grande fusão de Heisei" (平成の大合併) como uma maneira de se distinguir da anterior dois.
O primeiro pico de fusão, conhecido como "a grande fusão de Meiji" (明治の大合併), aconteceu em 1889, quando o moderno sistema municipal foi estabelecida. Antes da fusão, existentes municípios foram os sucessores diretos das espontâneas aglomerações chamados hanseison (藩政村), ou aldeias sob o sistema han. A parte do sistema han ainda está refletida no sistema postal para as zonas rurais como postal unidades chamado ōaza(大字). As fusões nas cortes municípios Meiji foi de total de 71314 para 15859.
O segundo pico, chamado "a grande fusão de Showa" (昭和の大合併), teve lugar em meados de 1950. É reduzido o número de municípios a partir de 9868, em outubro de 1953 para 3472 em Junho de 1961.
Fusões municipais das prefeituras das ilhas de Hokkaidō e Okinawa, seguiram um caminho diferente.

## Nomes de novos municípios
Nomes não é uma questão insignificante. Desacordo sobre um nome às vezes provoca a desagregação fusão conversações. Se uma cidade é muito maior do que outras cidades associarem-se, sem argumentos ter lugar, o nome da cidade simplesmente sobrevive. No entanto, se as suas dimensões não diferem significativamente, longas disputas decorrentes. Por vezes, o problema pode ser resolvido através da adoção dos nomes de distritos. Outra solução fácil é uma simples composição dos nomes, mas este método, relativamente comum na Europa, não é habitual no Japão. Em vez disso, elas são muitas vezes abreviadas. Por exemplo, o Ōta (大田) bairro do Tóquio é um portmanteau de Ōmori (大森) e Kamata (蒲田). Toyoshina (Nagano) é um exemplo extremo. É uma sigla das quatro antigas aldeias: Toba, Yoshino, Shinden e Nariai.
Outro método comum são os mutuários de um conhecido lugar próximo nome e adicionando uma direção, como Kita-Kyushu "Norte Kyushu", Higashi-Osaka "Leste de Osaka ", Shikoku-chūō "Centro do Shikoku" e recentemente Higashiōmi "Leste de Ōmi".
Às vezes, isso pode levar os invulgares emparelhamentos. Um exemplo é, Nishi-tōkyō "Oeste do Tóquio,", porque ela própria Tóquio literalmente significa ‘capital do leste’.
Outras cidades por vezes usar substantivos agradável com conotações, tais como a paz, verde ou prosperidade.
Uma característica das fusões Heisei é um rápido aumento de nomes de hiragana. Os nomes de cidades do Japão costumavam ser escrito exclusivamente em Kanji. A primeira instância de "municípios de hiragana" era Mutsu (Aomori) (むつ) renomeado em 1960. O seu número chegou a 45, de abril de 2006. Incluem Tsukuba (つくば), Kahoku (かほく), Sanuki (さぬき), Saitama (さいたま), que foi atualizado para um cidade designada em 2003 e recentemente Tsukubamirai (つくばみらい).